# 엑시스모빌리티
엑시스모빌리티(Axismobility co. Ltd.,)는 대한민국의 대기업 택시 모빌리티 독과점에 대응하여 지역 상생형 모빌리티 서비스를 제공하는 기업이다.

## 같이 보기
- 핀테크

엑시스모빌리티는 지역 콜택시 업계와 함께  앱을 설치하
지 않고도 호출 서비스를 제공할 수 있는 혁신적인 경험을 제공하고 있으며 금융 기업과 제휴를 통해 생활 밀착형 콘텐츠로 택시 서비스를 제공할 예정이다.

## 대표자 경력
대표이사 박대용은 연세대 경영대학원을 졸업한 전문경영인으로 강소기업 대상 수상 및 대구 택시 결제 단말기 구축 등 풍부한 현장경험을 가지고 있다.

## 사업 전략
2024년 전국 24,000대 이상의 지역 콜택시의 배차 중계가 가능하며 2026년 10만대 지역 콜택시
로 확장하여  서울, 경기지역까지 서비스를 제공하는 것을 목표로 하고 있다.